# Wolfgang Petritsch
Wolfgang Petritsch (Klagenfurt, 26 agosto 1947) è un diplomatico austriaco della minoranza slovena.
Petritsch è nato in una famiglia di sloveni della Carinzia a Klagenfurt; è cresciuto a Glainach in un ambiente misto sloveno / tedesco. Oltre alle sue lingue native, parla inglese, francese e bosniaco / croato / serbo.
Petritsch ha studiato storia, studi tedeschi, scienze politiche e giurisprudenza presso l'Università di Vienna, dove ha ottenuto un dottorato di ricerca nel 1972. È stato anche un borsista Fulbright alla University of Southern California di Los Angeles. Dal 1977 al 1983 è stato segretario del cancelliere austriaco Bruno Kreisky, di cui ha pubblicato una biografia nel 2011.

## Biografia

### Carriera diplomatica
Dopo un anno presso la missione austriaca presso l'OCSE a Parigi, tra il 1984 e il 1992, Petritsch è stato direttore dell'Agenzia di stampa e informazione austriaca negli Stati Uniti e Ministro plenipotenziario della Missione permanente dell'Austria presso le Nazioni Unite a New York. Nel 1992-1994 è stato Capo facente funzioni del Dipartimento per la cooperazione economica multilaterale nel ministero degli esteri austriaco, e nell'ultimo anno come capo del dipartimento per l'informazione sugli affari europei nella Cancelleria federale, supervisionando la campagna d'informazione sull'adesione dell'Austria all'UE. Tra il 1995 e il 1997 è stato a capo del Dipartimento per le relazioni internazionali della città di Vienna.
Dal 1997 al 1999 è stato Ambasciatore austriaco nella Repubblica federale di Jugoslavia. Nello stesso periodo, tra ottobre 1998 e luglio 1999, è stato anche rappresentante speciale dell'Unione europea per il Kosovo. In tale ruolo ha presieduto i gruppi di negoziatori dell'UE nel febbraio e nel marzo 1999 ai colloqui di pace sul Kosovo a Rambouillet e a Parigi.
Petritsch ha prestato servizio tra l'agosto 1999 e il maggio 2002 in qualità di Alto rappresentante per la Bosnia ed Erzegovina (OHR). In questo ruolo, è stato l'autorità finale per l'attuazione civile dell'Accordo di pace di Dayton del 1995. Nel 1999-2001 è stato anche presidente della Commissione di successione per l'ex Repubblica socialista federale di Jugoslavia (SFRY) incaricata di distribuire i beni e le passività pubbliche tra gli stati successori (Accordo di Vienna, giugno 2001).
Alle elezioni parlamentari in Austria del 2002, Petritsch ha corso con l'SPÖ di Alfred Gusenbauer, come futuro ministro degli Esteri. Già prima del voto, è stato nominato rappresentante permanente dell'Austria presso le Nazioni Unite a Ginevra, posto dove è tornato in seguito nel 2008.
Nel settembre 2003 Petritsch è stato nominato rappresentante permanente dell'Austria presso l'Ufficio delle Nazioni Unite a Ginevra, all'OMC e alla Conferenza sul disarmo; è stato nominato Presidente della Prima Conferenza di Revisione del Trattato di Ottawa (Vertice di Nairobi per un mondo libero dalle mine) che si svolse in Kenya nel 2004.
Nel 2004-2005 ha presieduto la Commissione economica per l'Europa delle Nazioni Unite (UNECE) ed è stato responsabile della sua riforma.
Dopo aver lasciato Ginevra, Petritsch è andato a Parigi come ambasciatore e rappresentante permanente dell'Austria presso l'OCSE fino al 2013.

### Altre posizioni
Dal 2005 al 2014, Petritsch ha presieduto il Center for European Integration Studies (CEIS) a Ginevra. Dal 2007 è presidente della Paul Lazarsfeld Gesellschaft, Vienna. Dal 2008 al 2013 è stato presidente del consiglio della European Cultural Foundation di Amsterdam. Dal 2009 è presidente dell'istituto Herbert Kelman di Vienna. Dal 2010 al 2013 è stato membro del Senior Advisory Group sul International  Dialogue  on Peacebuilding and Statebuilding (g7+), a Parigi. Successivamente è stato nominato Joseph A. Schumpeter Fellow presso l'Università di Harvard. È presidente della Austrian Marshall Plan Foundation.

## Opere
- 1999: Kosovo: Mythen, Daten, Fakten = Kosova, gemeinsam mit Karl Kaser und Robert Pichler, Wieser-Verlag, Klagenfurt 1999, ISBN 978-3-85129-304-3
- 2008: Das Kreisky-Prinzip: im Mittelpunkt der Mensch, gemeinsam mit Margaretha Kopeinig, Czernin-Verlag, Wien 2008, ISBN 978-3-7076-0277-7
- 2009: Zielpunkt Europa: von den Schluchten des Balkan und den Mühen der Ebene; Aufsätze – Reden – Kommentare – Interviews – Dokumente, 2001 – 2009, Wieser-Verlag, Klagenfurt 2009, ISBN 978-3-85129-859-8
- 2010: Die europäische Chance: Neustart nach der Krise, gemeinsam mit Margaretha Kopeinig, Verlag Kremayr & Scheriau, Wien 2010, ISBN 978-3-218-00807-5
- 2010: Bruno Kreisky: die Biografie, Residenz-Verlag, St. Pölten/Salzburg 2010, ISBN 978-3-7017-3189-3
- 2018: Epochenwechsel: unser digital-autoritäres Jahrhundert, Christian Brandstätter Verlag, Wien 2018, ISBN 978-3-7106-0268-9
- vol. 5, DOI:10.1080/14613190310001610788,  https://oadoi.org/10.1080/14613190310001610788.